# (2078) Нанкин
(2078) Нанкин (лат. Nanking) — астероид, относящийся к группе астероидов пересекающих орбиту Марса , который был открыт 12 января 1975 года китайскими астрономами в обсерватории Нанкин и назван в честь Нанкина, столицы провинции Цзянсу. 

Орбита астероида Нанкин и его положение в Солнечной системе
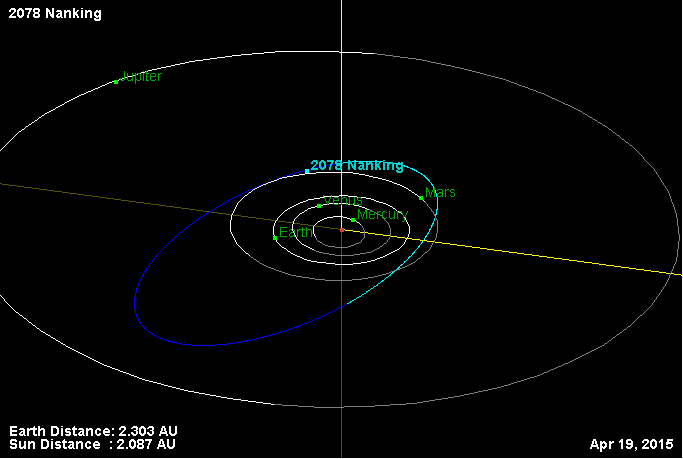
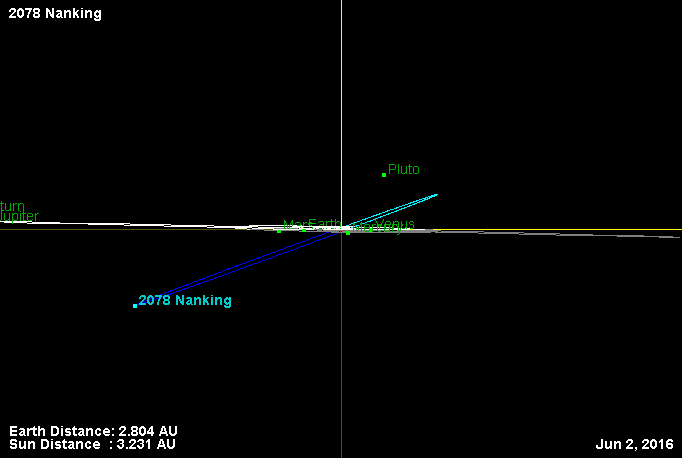